# Буру (острів)
Буру (індонез. Buru) — острів у Малайському архіпелазі, у групі Молуккських островів, у складі Індонезії. Омивається морями Тихого океану — Серам з півночі, і морем Банда з півдня і заходу. Зі сходу відокремлений протокою Маніпа від острова Серам. Площа — 9505 км², населення (станом на травень 2012 року) — 206 840 осіб.
Адміністративно належить до провінції Малуку, складається з двох округів (кабупатенів) — Буру та Південний Буру. Їх столиці — відповідно, Намлеа та Намроле — найбільші міста острова.
Вирізняється багатою, багато в чому унікальною природою. Багато місцевих біологічних видів є ендеміками.
Від середини 1960-х до кінця 1970-х років був одним з основних місць розміщення таборів для політв'язнів — супротивників уряду Сухарто. Серед в'язнів Буру був найбільший індонезійський прозаїк Прамудья Ананта Тур.

## Фізико-географічна характеристика

### Географічне положення

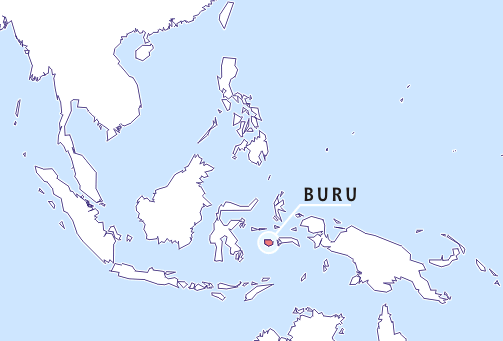
Географічне положення

Омивається морями Тихого океану — Серам (індонез. Laut Seram) з півночі і Банда (індонез. Laut Banda) з півдня і заходу. Зі сходу відокремлений протокою Маніпа (індонез. Selat Manipa) від острова Серам (індонез. Pulau Seram). Займаючи площу 9505 км², Буру є третім за розміром серед Молуккських островів (індонез. Kepulauan Maluku) після Хальмахера (індонез. Pulau Halmahera) і Серама.
Має достатньо рівну овальну форму. Максимальна протяжність із заходу на схід — близько 130 км, з півночі на південь — близько 90 км. Берегова лінія порізана не сильно, єдина затока, яка ґрунтовно вдається у сушу — Каєлі, розташована на східному краю острова.
Біля узбережжя Буру розсипано декілька дрібніших островів. Залюдненими є Амбелау (індонез. Pulau Ambelau), найбільший з прилеглих островів, площею 306 км², лежить приблизно за 20 км на південний схід від Буру) і тенге (індонез. Pulau Tengah). Найбільші з незаселених — Фогі (індонез. Pulau Fogi), Окі (індонез. Pulau Oki) та Томаху (індонез. Pulau Tomahu).

#### Рельєф і корисні копалини
Рельєф переважно гористий — особливо в центральній і західній частинах. Максимальна висота над рівнем моря — 2736 м — гора Капаламада, індонез. Kapalamadan (варіанти назви: «Кепала Мадан», індонез. Kepala Madan; «Капалат Мада», індонез. Kepalat Mada; «Гхеган», індонез. Ghegan). Рівнинними є досить вузькі прибережні ділянки, а також береги річки Апо (утворюють однойменну долину), яка впадає в затоку Каєлі.
Геологічна структура острова являє собою поєднання осадових і метаморфічних гірських порід. Загалом переважають перші, основна частина яких належить до кайнозойської епохи, зокрема до неогену. Водночас, в північній частині острова основними є метафоричні породи, насамперед, сланці і пісковики з переважанням польових шпатів.
У різних частинах острова є різні типи ґрунтів: псевдофіброві підзолисті, алювіальні, кислі сульфатні, значна частка змішаних типів.
Буру належить до сейсмічно активної зони, на території острова та шельфі, який його оточує, періодично відбуваються підземні поштовхи. Останній (на квітень 2013 року) серйозний землетрус — магнітудою 6,4 за шкалою Ріхтера — стався біля східного узбережжя острова 14 березня 2006 року. У результаті поштовхів і цунамі, яке відбулось після них, постраждало 6 населених пунктів. Найбільших руйнувань зазнало село Пале (індонез. Pale) на східному краю острова, де загинуло три особи та було зруйновано не менш як 166 будинків.
Буру не є значущим джерелом корисних копалин, промислове значення має лише видобуток вапняку. Однак до 2009 року на його шельфі розвідано значні запаси нафти і природного газу.

### Водні ресурси
Найбільші річки острова — Апо (індонез. Apo, діалектний варіант назви — Апу, індонез. Apu, довжина близько 80 км), Герен (індонез. Geren), Нібе (індонез. Nibe). Їх дебіт схильний до значних сезонних коливань, досягає найвищих показників в періоди випадання максимальних опадів. Слід мати на увазі, що в індонезійській і західної картографії в назви річок Буру часто включається транслітерація місцевого слова «річка» — «ває» (індонез. wae), в результаті чого Апо фігурує як «Ваєапо» (індонез. Waeapo), Герен — як «Ваєгерен» (індонез. Waegeren) і т. д.
В центрі острова на висоті 767 м над рівнем моря розкинулось прісноводне озеро Рана (індонез. Danau Rana) площею близько 11,5 км² — найбільше озеро провінції Малуку.

### Клімат
Клімат екваторіально — мусонний, вологий, загалом типовий для Молуккських островів. Дощовий сезон — з жовтня по квітень, найбільша кількість опадів випадає, як правило, в грудні — лютому.
Попри відносно невеликі розміри острова, гірський рельєф обумовлює наявність кількох кліматичних зон. Сезонні температурні коливання повсюдно незначні — при тому, що в гірських районах значно прохолодніше, ніж в рівнинних, — загальний середньорічний показник близько 26 °C. Водночас середні показники кількості опадів у різних частинах острова досить різні:
- Північні райони — 1400—1800 мм на рік;
- Центральні райони — 1800—2000 мм на рік;
- Південні райони — 2000—2500 мм на рік;
- Гірські райони (висота понад 500 метрів над рівнем моря) — 3000-4000 мм на рік.

### Жива природа

#### Фауна

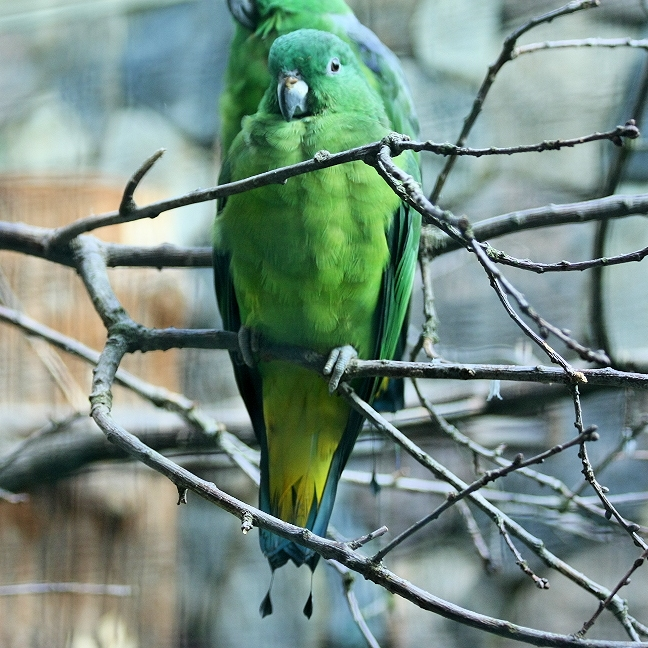
Бурійський ракеточник — ендемік острова

Флора і фауна Буру, що перебуває на стику біогеографічних зон Австралії та Азії, багато в чому унікальні і є предметом активних міжнародних досліджень. Особливою специфікою вирізняється екосистема місцевих тропічних лісів — серед наявних тут порід дерев, видів тварин і птахів є багато ендеміків.
Так, із 25 видів ссавців, які мешкають тут, щонайменше 4 належать до абсолютних ендеміків або ж зустрічаються, крім Буру, лише на найближчих островах: місцевий підвид бабірусси (лат. Babyrousa babyrussa) і три види криланів (лат. Pteropus chrysoproctus, Pteropus ocularis, Nyctimene minutus).
Зі 178 зареєстрованих видів птахів абсолютними ендеміками є 10 — буруйський ракеточник (лат. Prioniturus mada), великодзьобий чорнолобий папуга (лат. Tanygnathus gramineus), синьолобий прикрашений лорі (лат. Charmosyna toxopei), буруанська ліхімера (лат. Lichmera deningeri), острівний сорокопутовий личинкоїд (лат. Coracina fortis) смустогруда джунглева мухоловка (лат. Rhinomyias addita), рудогруда білоглазка (лат. Madanga ruficollis), жовта буруанська білоглазка (лат. Zosterops buruensis), а також віялохвістка буруйська (лат. Rhipidura superflua) і лат. Monarcha loricatus.

#### Флора
Більш як 60 % території острова покриті вологими тропічними лісами і ще понад 20 % — чагарниковою рослинністю. Великих деревних і чагарникових масивів немає лише на північному узбережжі, найбільшою мірою освоєному для сільськогосподарських потреб. Знищення лісів почалося ще на початку XX століття, коли за розпорядженням голландської колоніальної адміністрації на острові розширювали посадки кукурудзи та інших сільськогосподарських культур, однак великих масштабів воно набуло лише в 1960-70-х роках.

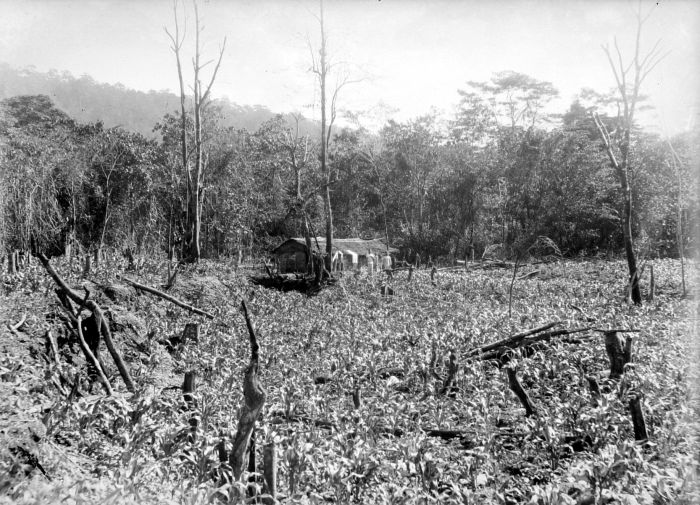
Зведення лісів на острові Буру під кукурудзяні посадки, початок XX століття

Майже весь ліс являє собою природний масив — штучні насадження займають не більш як 0,5 % території Буру. Більша частина дерев належить до сімейства діптерокарпових, основні види — Anisoptera thurifera, Hopea gregaria, Hopea iriana, Hopea novoguineensis, Shorea assamica, Shorea montigena, Shorea selanica, Vatica rassak. На невеликих ділянках змішаних лісів, що зберігаються в північній частині острова, зустрічається Shorea, для високогір'я характерний Dacrydium novo-guineense. Мангрові зарості зустрічаються переважно в гирлах річок, їх загальна площа невелика — не більш як 1 % території острова.

### Природоохоронна діяльність
Від 1980-х років влада вживає систематичних заходів з охорони природи Буру. У 1985 році на острові створено два заповідники: Масбаїт (індонез. Masbait) і Масарете (індонез. Masarete). Перший, розташований у східній частині острова, має площу 5875 гектарів (до 1999 року — 6250 гектарів), другий, що лежить на південному сході, — 1598 гектарів. Реалізація відповідних природоохоронних програм нерідко ускладнюється через проблеми матеріально-технічного характеру: так, станом на середину 2010 року, межі заповідника Масарете не демарковані на місцевості, в ньому жодного разу не проводили комплексний облік біологічних видів.
Крім того, Міжнародний союз охорони природи рекомендував організацію заповідників ще на двох — значно ширших — територіях острова: на 1 380 км² в центральній і західній частині (гора Капаламада і навколишні її райони) та на 50 км² у східній частині (гирло річки Апо). Станом на початок 2010 року місцева влада обмежувалася наданням цим територіям статусу заказників, в яких під охороною перебували лише окремі види рослинності.

## Історія

### Доколоніальний період

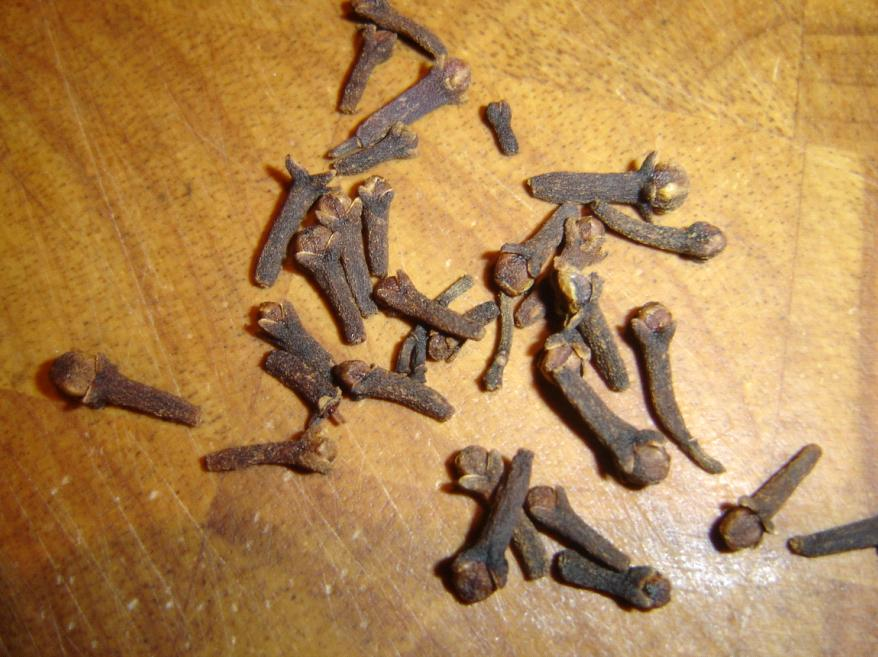
Гвоздика — пряність, яка зіграла чималу роль в історії Буру

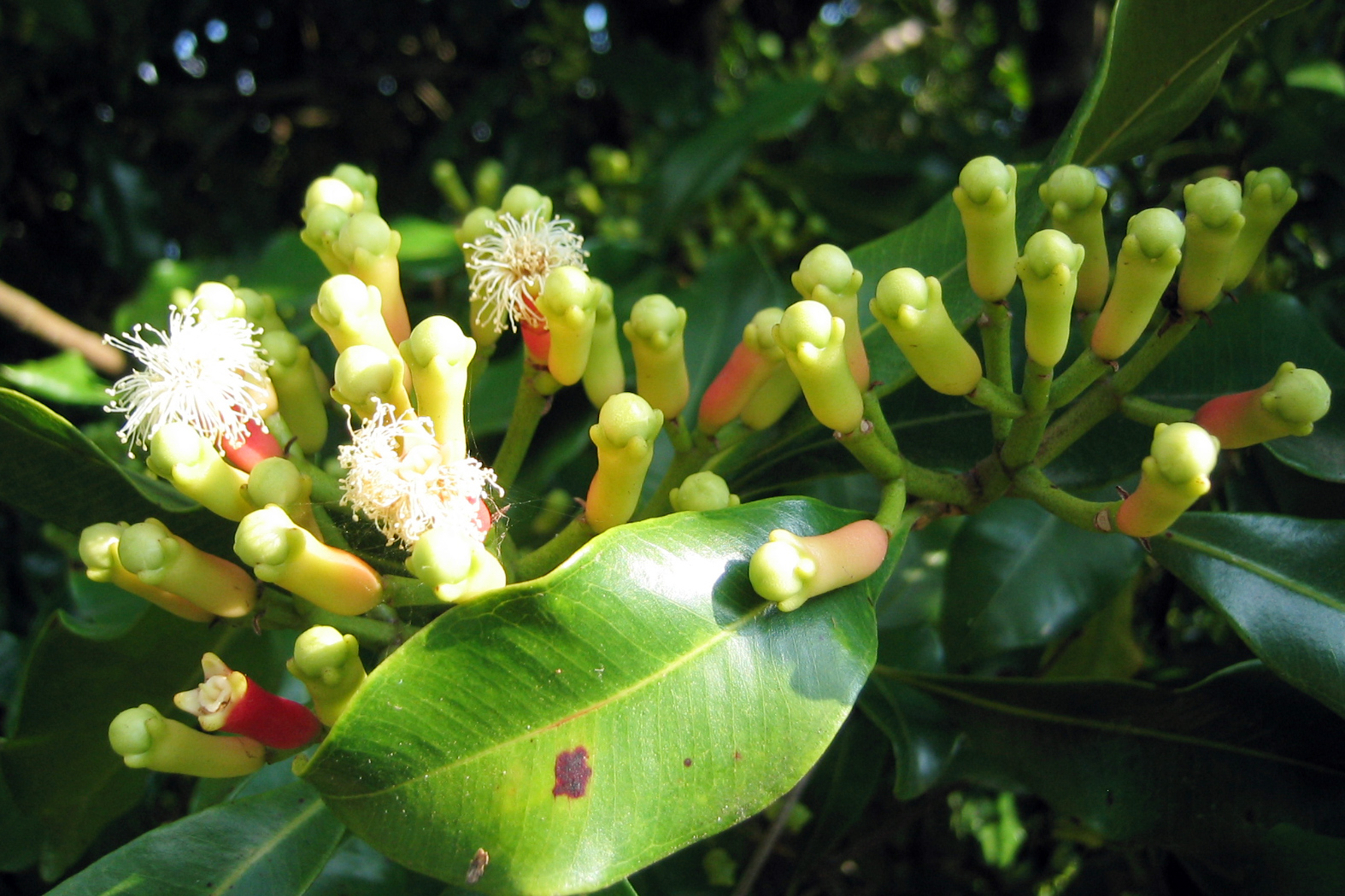
Гвоздичне дерево

Перша згадка про Буру міститься в Нагаракертагамі(яван. Nagarakertagama) — епосі держави Маджапахіт (яван. Majapahit), датованому 1365 роком. Острів фігурує в третій строфі 15-ї пісні епосу при перерахуванні підлеглих Маджапахіту земель під назвою «Хута Кадалі» (індонез. Hutan Kadali).
В XVI—XVII століттях про свою владу над островом заявляли правителі султанату Тернате, проте мова йшла лише про символічний васалітет. До цього ж періоду належать і відомості про якісь форми підпорядкування остров'ян португальськими колонізаторами. При цьому Буру систематично відвідували торгові, а нерідко й збройні експедиції не лише португальців, але й сусідів по Малайському архіпелагу. Найбільшу активність серед останніх проявляли Макасарці, які створювали на острові укріплені бази та примушували тубільців вирощувати цінні прянощі, насамперед — гвоздику.

### Колоніальний період
1648 року Голландська Ост-Індійська компанія (ГОІК), стурбована активністю макасарців, які стали для голландців суперниками в боротьбі за контроль над виробництвом і торгівлею прянощами на сході Малайського архіпелагу, направила на Буру військову експедицію. Голландський десант вигнав з острова макасар, зруйнував їх зміцнення, а заодно і знищив понад три тисячі гвоздикових дерев — колонізатори не мали можливості закріпитися на Буру негайно і побоювалися, що після їх відходу макасарці знову будуть експлуатувати посадки.
У наступні роки під час ще кількох експедицій голландці захопили в полон старійшин всіх основних прибережних селищ, які відмовлялися виконувати вимоги з організації виробництва гвоздики виключно для потреб ГОІК. У жовтні 1658 року з полоненими старійшинами підписано угоду, яка на довгий час визначила особливості соціально-економічної ситуації на острові. Тубільні вожді зобов'язувалися переселитися з більшою частиною своїх сіл на невелику прибережну ділянку на південному березі затоки Каєлі, яку оточували фортечні укріплення. Вони надавали підлеглих голландцям для робіт з будівництва військового форту, а надалі — для обробітку гвоздикових насаджень. В обмін старійшини отримували свободу, їм гарантувалося збереження традиційних привілеїв. Крім того, голландці підтверджували відмову від проведення серед переселенців місіонерської діяльності — за ними закріплювалося право сповідувати іслам, який раніше привнесли в прибережні райони проповідники з північних Молукк.

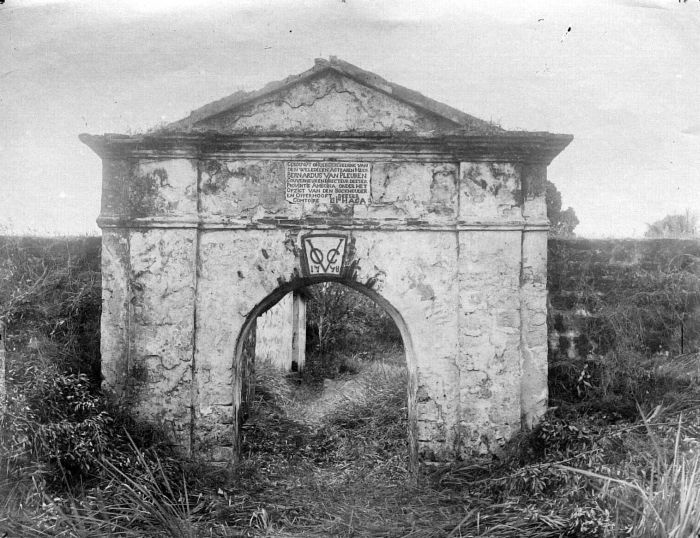
Залишки голландських фортечних укріплень в районі Каєлі

Зведений в короткі терміни форт разом з утвореним навколо нього поселенням став на два століття адміністративним центром острова. На виконання угоди в прилеглий до нього район було переселено кілька тисяч жителів інших частин острова, в тому числі значну частину племінної верхівки — за короткий строк на порівняно невеликій площі було побудовано тринадцять великих сіл. Цей захід дозволив голландцям не лише забезпечити робочою силою створювані плантації гвоздики, але і полегшив їм контроль над місцевим населенням.
Після скасування на початку XIX століття Нідерландської Ост-Індської компанії острів, як і практично всі її колишні володіння в Малайському архіпелазі, перейшов під пряме управління Нідерландів.
1824 року в рамках реформи системи колоніального адміністрування Буру був розбитий на 14 регентств, на чолі стояли місцеві правителі — раджі, зобов'язані прислухатися до «рекомендацій» голландців. Примітно, що колонізатори призначили всіх радж з числа переселеної в район Каєлі племінної верхівки, котра встигла до того часу довести свою лояльність голландцям. Здебільшого раджі делегувалися з урахуванням їх походження, отримуючи в управління ту територію, вихідцями з якої були їхні предки. Разом з вождями на історичну батьківщину поверталися не лише їх численні родини, а й значна частина одноплемінників. У результаті район форту швидко збезлюдів, роль центру господарського та суспільного життя Буру, яку він відігравав упродовж більш як півтора століття, перейшла до Намлеа — поселення на протилежному, північному березі затоки Каєлі.

### Перехідний період 1942-50 років

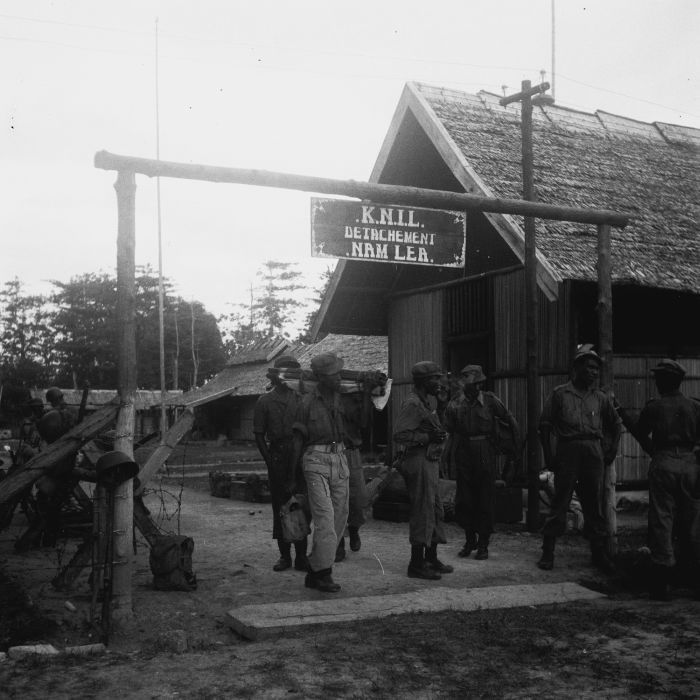
Військовослужбовці Королівської голландської Ост-Індської армії в Намлеа. Фотографія 1949

З весни 1942 по літо 1945 року Буру, як і вся територія Голландської Ост-Індії, перебував під окупацією збройних сил Японії. Під час японського управління острів піддавався нальотам авіації союзників, які прагнули вивести з ладу військову інфраструктуру супротивника, зокрема, аеродром під Намлеа. Після капітуляції та виведення японських військ голландці відновили контроль над островом, розмітивши на ньому частини Королівської голландської Ост-Індської армії.
У грудні 1946 року територія Буру (поряд з іншими Молуккськими островами, Сулавесі (індонез. Sulawesi) і Малими Зондськими островами) увійшла до складу квазі-незалежної держави Східна Індонезія (індонез. Negara Indonesia Timur), створеної за ініціативи уряду Нідерландів, що розраховував перетворити свої колишні колоніальні володіння в Ост-Індії в залежне федеративне утворення.
У грудні 1949 року Східна Індонезія увійшла до складу Сполучених Штатів Індонезії, індонез. Republik Indonesia Serikat (СШІ, індонез. RIS), заснованих за рішенням індонезійської-нідерландської конференції 23 серпня — 2 листопада 1949 (так звана «Гаазька конференція круглого столу»).
У квітні 1950 року — напередодні входження більшої частини Східної Індонезії до складу Республіки Індонезії та припинення існування СШІ — місцева влада Буру, а також Амбону, Сераму і кількох дрібніших прилеглих островів проголосила створення незалежної Республіки Південно-Молуккських островів, індонез. Republik Maluku Selatan (РПМО, індонез. RMS), що взяла курс на збереження тісних політичних зв'язків з Нідерландами.
Після невдалих спроб домогтися приєднання РЮМО шляхом перемовин Республіка Індонезія розгорнула проти невизнаної держави військові дії. Буру став першою територією РПМО, що перейшла під контроль Джакарти, — індонезійські війська, що висадилися в Намлеа в липні 1950 року, в короткий строк оволоділи островом. До грудня 1950 року всю територію самопроголошеної республіки зайняли індонезійці й проголосили частиною Республіки Індонезії.

### У складі Індонезії
Між 1950 і 1965 роками політика центрального уряду стосовно Буру була спрямована переважно на його якнайшвидшу соціально-політичну й господарську інтеграцію.
Після приходу до влади в Індонезії в 1965 — 67 роках військового режиму на чолі з генералом Сухарто (індонез. Soeharto) Буру став одним з головних місць ув'язнення інакодумців — переважно комуністів, представників інших організацій лівого спрямування, інтелігенції.
Політв'язні були розміщені в декількох концентраційних таборах, що були розташовані переважно в долині річки Апо, та експлуатувалися на роботах з корчування джунглів, заготівлі деревини, осушення боліт. Табори закрито 1979 року — до того часу, за різними оцінками, в них відбуло покарання від 12 до 14 000 осіб. Принаймні 315 померли або були вбиті під час ув'язнення.

Прамудья Ананта Тур (стоїть за людиною, що тримає мотику) на примусових роботах серед інших в'язнів Буру

Серед в'язнів Буру було чимало наукових і культурних діячів, зокрема, найбільший індонезійський письменник Прамудья Ананта Тур (індонез. Pramoedya Ananta Toer). Перебуваючи в ув'язненні в 1969 — 79 роках, він склав значну частину своєї головної літературної праці — історичної тетралогії, що отримала згодом назву «Тетралогія Буру» (індонез. Tetralogi Buru), у тому числі майже повністю — її першу частину, роман «Світ людський» (індонез. Bumi manusia). Позбавлений до 1975 року письмового приладдя, П. А. Тур заучував твір напам'ять, а також розповідав його фрагменти співкамерникам сподіваючись на їх пам'ять.
Не менш як 300 звільнених ув'язнених добровільно залишилися на Буру в рамках програми їх соціальної адаптації: охочим осісти на острові безкоштовно надавали житло, ділянку орної землі й два буйволи. Станом на 2015 рік велика частина колишніх в'язнів, що залишаються в живих, проживає в Намлеа і його околицях.
За час перебування в складі Республіки Індонезії адміністративно-територіальний поділ острова змінювалося відповідно до розвитку відповідного загальнонаціонального законодавства: на початку 1950-х років острів був розділений на райони (кечаматани), які 1978 року, в свою чергу, були поділені на одиниці низового рівня — села (деси). При цьому місцеві раджі значною мірою зберігали свій авторитет серед населення: багато хто з них до початку XXI століття не лише користувався традиційними привілеями, але й займав формальні керівні посади, зокрема, обираючись до складу окружної ради народних представників.
На тлі загальної соціально-економічної кризи, що мала місце в Індонезії наприкінці 1990-х — на початку 2000-х років, на острові — як і в багатьох інших районах країни, багатонаціональних і неоднорідних з релігійної точки зору — відбулося різке загострення етноконфесійних протиріч, що викликало серію кровопролитних зіткнень. Найбільшого озлоблення конфлікт досяг у селі Ваїнібе (індонез. Wainibe), де всього за кілька днів грудня 1999 року вбито 43 людини і спалено не менш як 150 житлових будинків. Райони зіткнень залишили сотні біженців, у них на деякий час перестало працювати багато шкіл, медпунктів, різних інфраструктурних об'єктів. У ліквідації соціально-економічних наслідків конфлікту, крім місцевої та центральної влади, взяли участь різні благодійні фонди Індонезії, а також профільні міжнародні організації, зокрема, ЮНІСЕФ, яка сприяла відновленню шкіл і дитячих установ.
Важливою подією в житті острова став візит президента Індонезії Сусіло Бамбанг Юдойоно, що відбувся 17 березня 2006 року. С. Б. Юдойоно першим з лідерів Індонезії відвідав Буру після землетрусу, зустрівся з постраждалими та тими, хто залишився без житла, вніс особисті грошові пожертвування на відновлення зруйнованих сіл.

## Адміністративний устрій
Територія острова належить до індонезійської провінції Малуку (індонез. Propinsi Maluku). До 1999 року острів входив до складу округу (кабупатену) Центральний Малуку (індонез. Kabupaten Maluku Tengah). Потім Буру був виділений в окремий однойменний округ, який у свою чергу 2008 року був розділений на округи Буру (індонез. Kabupaten Buru) і Південний Буру (індонез. Kabupaten Buru Selatan). Слід мати на увазі, що територія округів охоплює також територію невеликих островів, що оточують Буру, тому їх загальна площа дещо перевершує площу самого острова Буру.

### Округ Буру

Райони округу Буру: 1 — Намлеа, 2 — Ваплау, 3 — Ваеапо, 4 — Айрбуая, 5 — Батабуал. Райони округу Південний Буру: 6 — Намроле, 7 — Кепаламадан, 8 — Лексула, 9 — Ваісама, 10 — Амбелау

Округ Буру (столиця — Намлеа, індонез. Namlea) має площу 5578 км². Регент (бупаті) округу (станом на березень 2011 року) — Хусні Хентіху (індонез. Husni Hentihu), заступник регента — Рамлі Умасугі (індонез. Ramli Umasugi), обидва обрані на п'ять років у листопаді 2006 року.
Поділяється на 5 районів (кечаматанів):
- Намлеа, індонез. Namlea (центр — Намлеа);
- Ваплау, індонез. Waplau (центр — Ваплау);
- Ваеапо, індонез. Waeapo (центр — Ваенетат, індонез. Waenetat);
- Айрбуая, індонез. Air Buaya (центр — Айрбуая);
- Батабуал, індонез. Batabual (центр — Ілатх, індонез. Ilath).

### Округ Південний Буру
Округ Південний Буру (столиця — Намроле, індонез. Namrole) має площу 5060 км² (з них 306 км² займає острів Амбалау і кілька десятків км² — дрібніші острови).
Формування владних органів і управлінської структури округу станом на лютий 2011 року не завершене — цей процес виявився пов'язаний з численними бюрократичними помилками, тяганиною, правопорушеннями, випадками корупції. Проти низки місцевих посадовців були заведені розслідування та кримінальні справи, деякі призначення викликали акції протесту населення, які доходили до погромів і підпалів адміністративних будівель. Управління у багатьох сферах продовжує здійснюватися відповідними органами і службами округу Буру — це стосується в тому числі й поліцейської служби.
Від моменту проголошення нового округу в 2008 році до кінця 2010 року змінилося кілька виконувачів обов'язків регента. У вересні 2010 року на цій посаді затверджено М. С. Тхіо (індонез. Muhammad Saleh Thio), станом на грудень 2010 року його офіційний вступ на регентську посаду не відбувся.
При цьому територіальний поділ округу визначений і згідно з ним існує також 5 районів:
- Намроле, індонез. Namrole (центр — Намроле);
- Кепаламадан, індонез. Kepalamadan (центр — білоро, індонез. Biloro);
- Лексула, індонез. Leksula (центр — Лексула);
- Ваесама, індонез. Waesama (центр — Вамсісі, індонез. Wamsisi);
- Амбалау, індонез. Ambalau (центр — Ваїлуа, індонез. Wailua) — повністю розташований на території острова Амбалау.

## Населення

### Чисельність, розселення
За даними на травень 2012 року, населення Буру становило 206 840 осіб, 128 870 з яких проживали в окрузі Буру і 76 970 — в окрузі Південний Буру. Середня щільність населення — близько 21 особи/км², при цьому його розподіл по території острова вельми нерівномірний. Велика частина остров'ян проживає в прибережних рівнинних районах, а також у долині річки Апо, тоді як гористі райони місцями практично безлюдні. Найбільш густо заселені північно-східний і південно-західний краї острова.

### Темпи зростання, гендерна та вікова структура
Темпи зростання населення досить високі — близько 4 % на рік (усереднені дані за період від 2000 до 2010 року), що вчетверо вище від загальнонаціонального показника (1,07 %) і вдвічі перевищує середній показник по провінції Малуку загалом (2,28 %).
Частка чоловіків у населенні острова — 51,28 %, жінок — 48,72 %, що являє собою типову пропорцію для Малуку (для Індонезії в цілому характерна практична рівність частки чоловіків і жінок).
Частка дітей у віці до року — 2 %; від 1 до 4 років — 7,7 %; від 5 до 14 років — 31,4 %; від 15 до 44 років — 45,7 %; від 44 до 64 років — 10,7 %; старше 65 років — 2,5 %.

### Етнічний склад
Етнічний склад населення Буру неоднорідний — станом на 2008 рік приблизно рівні частки населення становлять представники корінних народностей, переселенці з Яви і вихідці з інших островів Індонезії.

#### Корінне населення

Етнографічна карта Буру

Корінним населенням острова є представники близькоспоріднених народностей східно-індонезійської антропологічної групи — буруанці, лісела, каєлі, амбелауанці, загальна чисельність яких, станом на 2008 рік, становить близько 48 000 осіб — трохи менш як третина жителів Буру.
Найчисельніша народність — буруанці (індонез. Suku Buru), близько 35 000 осіб, досить рівномірно проживає практично на всій території Буру, крім деяких ділянок північного узбережжя — при тому, що в центральній, гористій частині острова, щільність їх розселення, що природно, значно нижча, ніж на рівнинному узбережжі. У багатьох районах острова вони становлять більшість сільського населення. Значна частка буруанців і серед міських жителів, проте в найбільш великих населених пунктах — зокрема, в Намролі і Намлеа — вона поступово знижується за рахунок поселення там вихідців з інших районів Індонезії.
У складі буруанців виділяється кілька етнічних груп, що розрізняються за укладом та мовною специфікою, — рана (14 258 осіб переважно в центральній частині острова), масарете (близько 9600 осіб переважно на півдні острова), ваесама (6622 особи переважно на південному сході острова), фогі (близько 500 осіб переважно на заході острова).
Лісела (індонез. Suku Lisela), чисельністю близько 11 000 осіб, проживають досить компактно на вузькій рівнинній смузі вздовж північного узбережжя. Становлять етнічну більшість у багатьох населених пунктах цієї частини острова, при тому, що їх частка в загальному населенні Буру не перевищує 8 %.

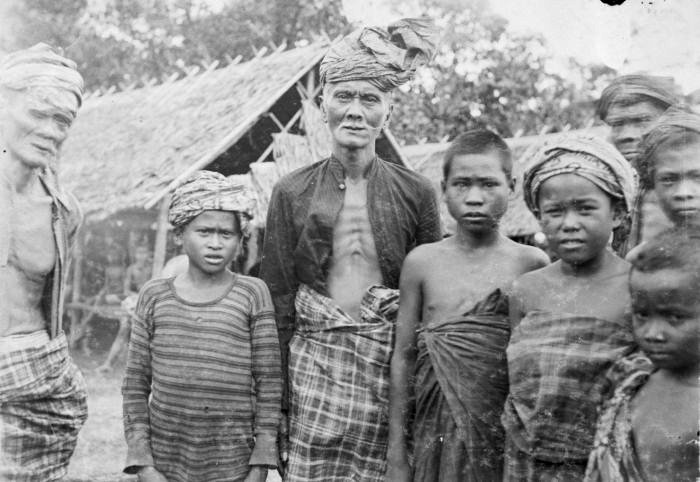
Буруанці в національному одязі. Початок ХХ століття

Досить примітною з етнографічної точки зору є невелика народність каєлі (індонез. Suku Kaeli), 800 представників якої проживають на узбережжі однойменної затоки на північному сході острова. Каєлі сформувалися за рахунок змішування представників знатних станів різних буруанських племен, яких голландці примусово переселили на цю частину острова в XVII столітті. Знатне походження і постійна взаємодія з нідерландською колоніальною адміністрацією зумовили особливе положення каєлі впродовж наступних століть, їх претензії на роль свого роду еліти острова. Однак втрата привілейованого статусу в міру ослаблення економічного інтересу голландців до Буру і, ще більшою мірою, — після входження острова до складу незалежної Індонезії в 1950 році послабила позиції каєлі і, в умовах співіснування з більш численними народностями, сприяла їх прискореній асиміляції (для порівняння: ще в 1970-х роках до каєлі себе відносили не менш як 5 000 остров'ян).
До корінних народностей з деякою часткою умовності прийнято відносити також амбелауанців, основна частина яких проживає на сусідньому острові Амбелау. Невелика громада амбелауанців — близько 700 осіб — компактно проживає в селі Ваетава на південному сході Буру. Місцеві амбелауанці зберігають високий ступінь етнічної ідентичності та підтримують тісні культурні, соціальні та господарські зв'язки зі своїми одноплемінниками на Амбелау.

#### Некорінне населення
Більш як 65 % жителів Буру становлять представники некорінних народів острова, близько половина з яких — яванці. Велика частина місцевих яванців є переселенцями або нащадками переселенців, що прямували на острів в рамках масштабних трансміграційних програм, які здійснювала як голландська колоніальна адміністрація в 1900-х роках, так і влада незалежної Індонезії в 1950 — 90-х. Ще близько третини остров'ян становлять вихідці з інших островів Індонезії, переважно — з Молукки. Представники цієї частини населення або їх предки поселялися на Буру, як правило, добровільно, починаючи з Середніх віків.

### Мови
Внаслідок неоднорідного етнічного складу остров'ян важливе значення має поширення серед них індонезійської мови, що служить засобом міжнаціонального спілкування, — нині нею на розмовному рівні володіє більшість дорослого населення. При цьому серед корінного населення в побуті у широкому вжитку рідні мови.
Всі мови споконвічних народностей Буру належать до буруанської групи центрально-Молуккської гілки центрально-малайсько-полінезійських мов. Найбільшою мірою зберігається буруанська мова, якою продовжує активно користуватися абсолютна більшість носіїв. У її рамках виділяють три діалекти, носіями яких є три з вищезазначених етнічних груп — рана, масарете і ваесама (діалект групи фогі нині вважають вимерлим). Крім того, частина рана (за різними підрахунками, 3-5 тисяч осіб) поряд зі своїм основним діалектом розмовляє так званою «секретною мовою» лігахан.
Меншою мірою зберігають свою мову лісела — багато з них переходять або на індонезійську, або на амбонський діалект малайської мови, так званий мелаю Амбон (індонез. Melayu Ambon), досить поширений на Молуккських островах у ролі лінгва-франка (фактично являє собою спрощену індонезійську мову з тією чи іншою часткою місцевої лексики). У рамках мови лісела виділяють два діалекти — власне лісела, яким розмовляє більша частина народності, і тагаліса, який перебуває в обігу жителів північно-східного узбережжя Буру.
Активно розмовляють рідною мовою амбелауанці, що проживають на Буру. Мова каєлі вимерла наприкінці XX століття.

### Релігійний склад
Конфесійний склад населення неоднорідний: мусульмани з невеликою перевагою становлять відносну більшість, трохи менша за чисельністю християнська громада. Християнами — переважно протестантами — є значна частина приїжджих молуккців і буруанців, тоді як основну частину мусульман становить більшість яванських переселенців, лісела, каєлі і амбелауанців. Внаслідок подібного розкладу округ Буру є переважно мусульманським, округ Південний Буру — переважно християнським.
При цьому деяка кількість остров'ян не має чіткої релігійної приналежності, деякі ж дотримуються традиційних місцевих культів — до останніх належать переважно жителі важкодоступних гірських районів. Особливо помітні пережитки традиційних вірувань серед гірських буруанців: значна їх частина відкрито сповідує культ верховного божества Опо Геба Снулат і його посланця Набіата.

## Економіка

### Загальний стан
| Рік  | Економічне зростання в % | ВВП в млн. IDR |
| ---- | ------------------------ | -------------- |
| 2001 | 0,38                     | 123 657,83     |
| 2002 | 1,08                     | 124 989,33     |
| 2003 | 2,90                     | 128 610,23     |
| 2004 | 3,27                     | 132 821,08     |
| 2005 | 3,79                     | 137 851,51     |
| 2006 | 4,80                     | 144 470,89     |
| 2007 | 4,36                     | 150 767,79     |
| 2008 | 4,60                     | 157 709,12     |

Економічний розвиток острова — як і розвиток всієї Індонезії — було істотно загальмовано наприкінці 1990-х років внаслідок важкої загальнонаціональної та регіональної криз. Проте вже на початку 2000-х років в основних галузях місцевого господарства відновлено позитивну динаміку, яка в другій половині десятиліття зміцнювалася. Однак високим залишається рівень безробіття (на 2008 рік — 9,92 % працездатного населення), понад 37 % остров'ян вважаються такими, що живуть нижче від національної межі бідності (на 2008 рік).
Основу господарської діяльності на острові становлять малі та середні підприємства (у 2007 році їх налічувалося 705), а також кооперативи (130 одиниць у той самий період).
Частка різних галузей економіки в обсязі валового внутрішнього продукту (на 2008 рік):
- Сільське господарство — 51,22 %;
- Добувна промисловість — 0,49 %;
- Обробна промисловість — 7,00 %;
- Енергетика та водопостачання — 0,49 %;
- Будівництво — 3,13 %;
- Торгівля готельна сфера і громадське харчування — 19,19 %;
- Транспорт і зв'язок — 3,10 %;
- Фінансовий сектор — 2,64 %;
- Сфера послуг — 12,74 %.

### Сільське господарство

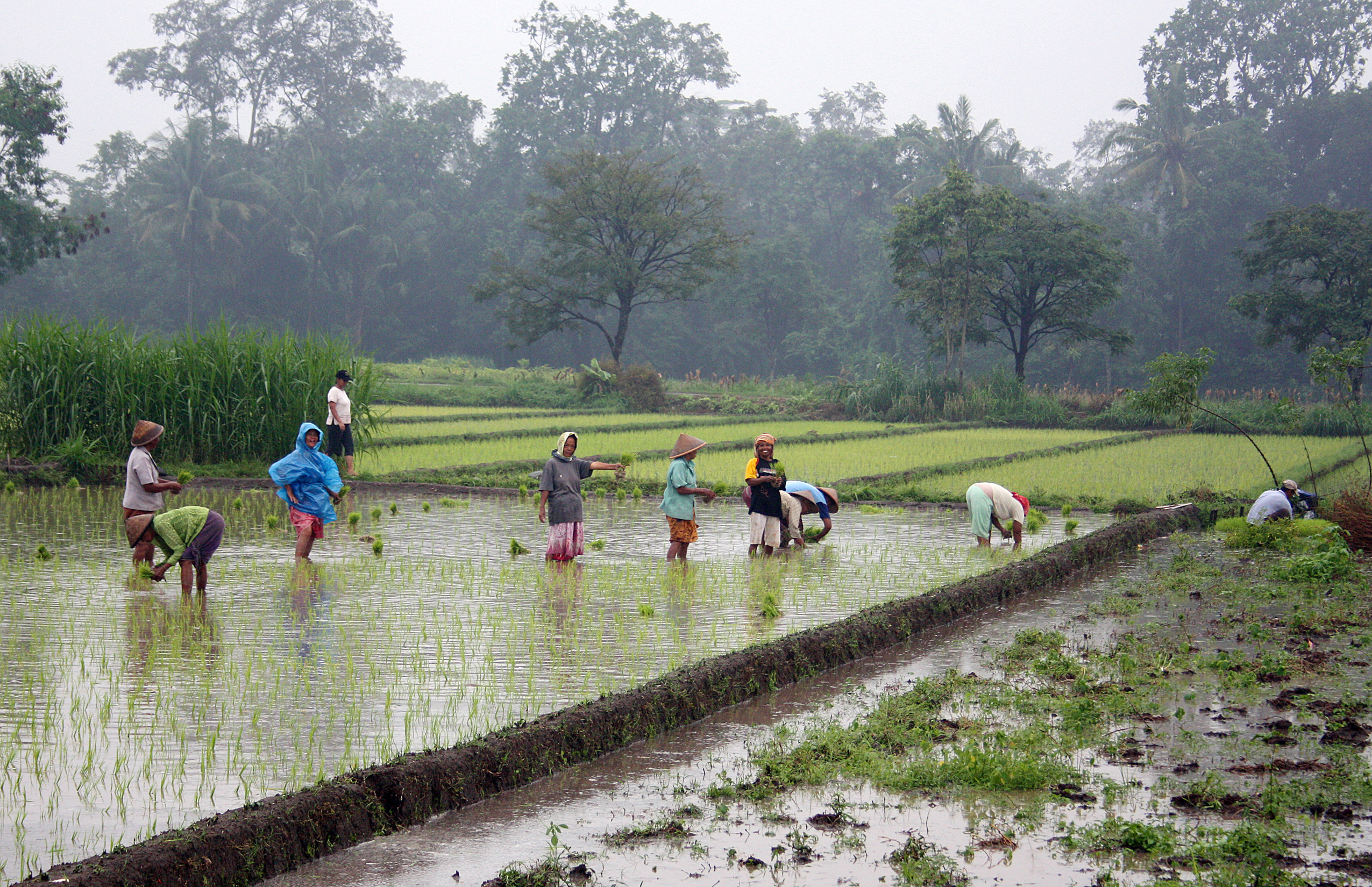
Рис — основна сільськогосподарська культура Буру

Основа економіки острова — сільське господарство (забезпечує більш як половину ВВП острова), переважно землеробство, при тому що придатними для нього є практично лише прибережні території. Головна культура в останні десятиліття — рис, хоча історично основними продуктами харчування остров'ян були саго і батат. Поля для посадки рису на місці знищених джунглів розрівняли політв'язні наприкінці 1960-х — на початку 1970-х років.
Площі рисових посадок перевищують 5700 гектарів, обсяг виробництва становить близько 23 тисяч тонн на рік (дані на 2008 рік). Велика частина рисових полів розташована в північній частині острова, в районах Намлеа, Ваеапо і Айрбуая.
На півдні острова рису вирощують менше, там переважають такі сільськогосподарські культури як: кукурудза (загалом на острові зайнято 135 гектарів, урожайність 176 тонн на рік), батат (211 гектарів, 636 тонн на рік), квасоля (926 гектарів, 946 тонн на рік) і соя (965 гектарів, 965 тонн на рік) — дані на 2008 рік; основні їх посадки розташовані в районах Ваїсама, Кепаламадан і Намроле.
Вирощують також кокосову пальму (5724 гектари, 2742 тонни на рік), какао (4453 гектари, 2368 тонн на рік), гвоздична дерево (947 гектарів, 881 тонна на рік), каву (114 гектарів, 1223 тонни на рік), мускатний горіх (143 гектари, 75 тонн на рік) — дані на 2008 рік. Посадки перших чотирьох культур є в районах Намлеа, Айрбуая, Ваеапо, Батабуал, Ваплау, мускату — виключно в районі Батабуал.
Практично повсюдно розширюються посадки тикового дерева, що доповнюють природні ресурси цінної деревини.
Тваринництво на Буру традиційно має другорядне значення, проте його частка в місцевому сільському господарстві поступово збільшується. Остров'яни розводять насамперед велику рогату худобу (поголів'я корів становить 41 349 голів, буйволів — 3699 голів) і домашню птицю (більш як 1346000 курок і 195000 качок). Є також вівці (26 950 голів), свині (1276), коні (497 голів) — дані на 2008 рік.
Істотне значення має рибальство. У 2008 році на острові налічувалося 410 риболовецьких артілей, загальний річний улов яких склав 3891 тонну риби і морепродуктів. Основні промислові види — тунець (більш як 900 тонн), сардина (420 тонн), ставрида (385 тонн) — дані на 2008 рік.

### Промисловість
Промисловість розвинена незначно — в цьому секторі зайнято лише близько 3000 остров'ян. Більша частина з зареєстрованих на 2008 рік 537 підприємств (482 з переробки сільгосппродукції, 44 — машинобудівних, ремонтних і хімічних, 11 — у інших галузях) є дрібними кустарними закладами. Водночас, у січні 2010 року міністерство промисловості Індонезії схвалило план будівництва на острові великих цементних заводів.

### Енергетика
Постачання електроенергії забезпечують чотири дизельні електростанції, що розташовані в населених пунктах Намлеа (12 генераторів сукупною потужністю 5370 кВт), Мако (8 генераторів сукупною потужністю 2117 кВт), Айрбуая (5 генераторів сукупною потужністю 407 кВт) і Лексула (4 генератори сукупною потужністю 450 кВт). Електростанції експлуатуються місцевим відділенням Державної електроенергетичної компанії, ДЕК (індонез. Perusahaan Listrik Negara, PLN), яка є в Індонезії монополістом у цій сфері. Станції не інтегровані в єдину енергосистему, кожна з них забезпечує певні райони острова.
У зв'язку з проблемним технічним станом більшості генерувальних потужностей і систематичними перебоями в постачанні пального обсяги виробництва електроенергії багаторазово нижчі від загальних потенційних можливостей станцій. Так, у 2007 році вироблено 3 996 506 кВт·год, спожито — 3 227 157 кВт·год. Близько 75 % споживання припадає на житловий фонд, близько 10 % — на комерційний сектор (тут найважливішим споживачем є виробники льоду для зберігання риби та морепродуктів). Сучасним технічним вимогам не відповідає також стан принаймні частини розподільних мереж, внаслідок чого в різних районах острова нерідко бувають перебої в подачі електроенергії.
З урахуванням наявних технічних проблем, а також зважаючи на постійне зростання попиту на електроенергію у 2008 році ДЕК ухвалила рішення про будівництво 3 гідроелектростанцій — на річках Тіна, Нібе і Рану, потужність яких повинна в перспективі скласти не менш як 6000, 8000 і 2000 кВт, відповідно. Крім того, у вересні 2010 року введено в дію додаткові дизель-генератори на електростанції Намлеа загальною потужністю 2500 кВт (до їх установки потужність станції обмежувалася 2870 кіловатами).

### Торгівля, банківський сектор
Торгівля продовольчими товарами та значною частиною промислових товарів здійснюється головним чином на ринках традиційного типу. Станом на 2008 рік на острові було 45 офіційно зареєстрованих ринків, 37 з яких місцева влада віднесла до категорії «традиційних» і 8 — «сучасних», тобто таких, що розміщені в спеціальних павільйонах, оснащені касами і деякими іншими технічними засобами. У найбільш великих населених пунктах є також невеликі магазини європейського типу, повсюдно поширені дрібні лавки. Загалом станом на 2008 рік налічувалося 3554 торгових точки, 180 з яких мали статус великих, 923 — середніх і 2451 — дрібних.
На острові діють три представництва найбільших національних банків Індонезії.

### Туризм
Місцева влада докладає зусиль з розвитку туризму, роблячи ставку насамперед на екотуризм — найбільш перспективними об'єктами в цій галузі є тропічні ліси Буру і високогірне озеро Рана. Крім того, намагаються популяризувати етнокультурні особливості тубільного населення, а також історичних пам'яток — залишків нідерландської фортеці, японських військових укріплень, місць утримання політв'язнів у 1960-70-х роках. Однак серйозному розвитку туріндустрії перешкоджає недостатній соціально-економічний та інфраструктурний розвиток острова. Так, у 2007 році на Буру було лише 2 готелі, категоризованих відповідно до міжнародних стандартів, і 11 закладів, які кваліфіковані формально як «заїжджі двори».
З метою вдосконалення туристичної інфраструктури реалізують кілька проектів, найбільш масштабним з яких є створення зони відпочинку Васпаіт в районі однойменної села на східному березі острова, розпочате в лютому 2008 року. У рамках зони окультурюють пляжі, створюють умови для організованої риболовлі, створюють велику кількість рибних ринків та інших торгових точок.

## Транспорт та інфраструктура

### Водний транспорт
Транспортне сполучення з іншими частинами Індонезії переважно морське, головні порти — Намлеа і Намроле. На Буру зареєстровано 866 вантажних і пасажирських суден, середній обсяг здійснюваних ними перевезень — 400 тонн на день (дані на 2008 рік). Між Намлеа і Амбоном — столицею провінції Малуку — щодня курсують швидкохідні пасажирські катери місцевої компанії «Бахарі Експрес» (відстань близько 160 км, час у дорозі — три години).

### Повітряний транспорт

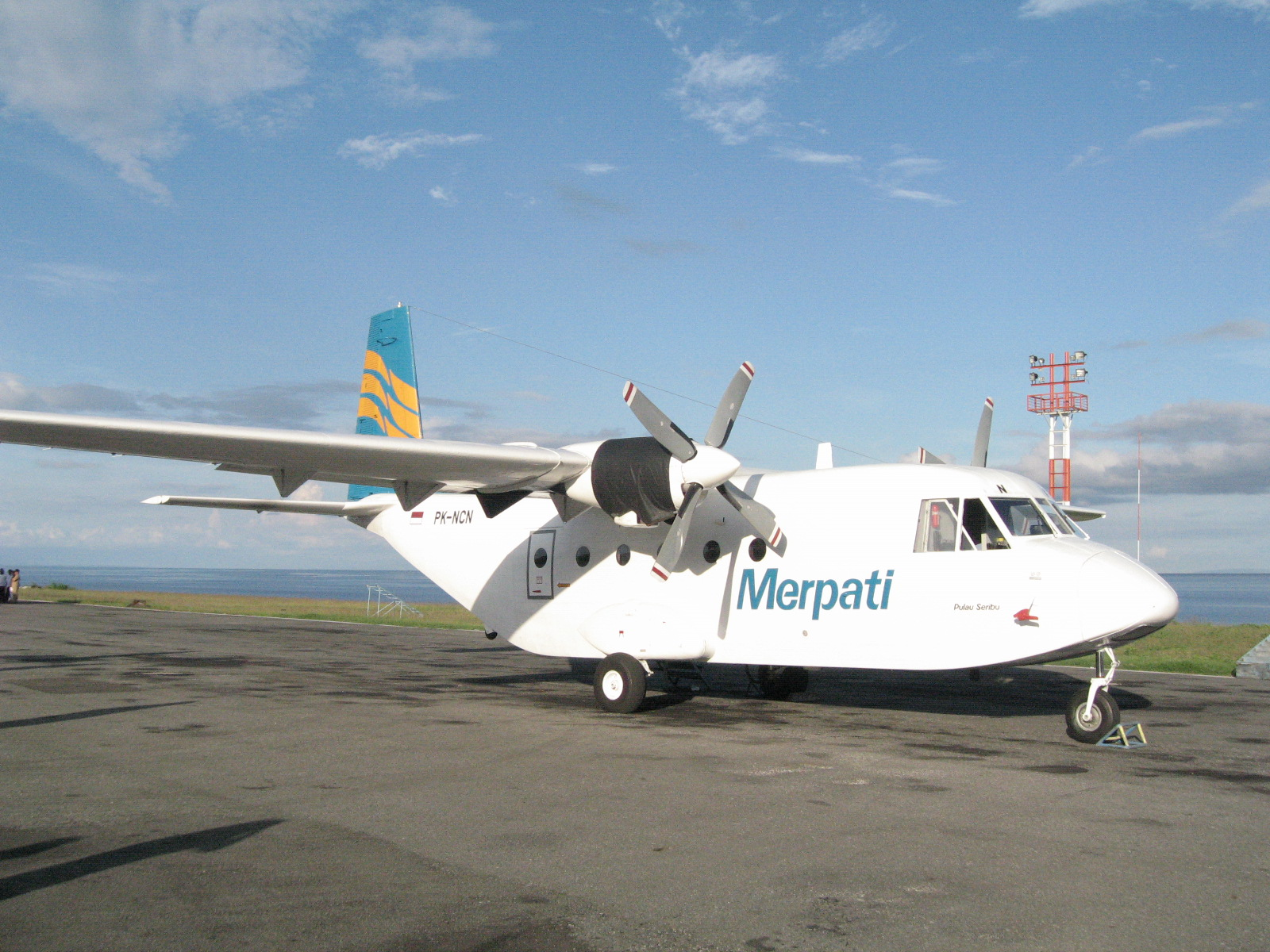
Літак С-212 авіакомпанії «Мерпаті Нусантара Ейрлайнз»

Для повітряного сполучення використовують аеродром під Намлеа (довжина злітно-посадкової смуги — 750 метрів). Аеродром приймає рейси однієї з індонезійських авіакомпаній — «Мерпаті Нусантара Ейрлайнз» (індонез. Merpati Nusantara Airlines), які, однак, не завжди здійснюються на регулярній основі. Так, компанія на тривалий період переривала польоти через масові міжобщинні зіткнення, що відбувалися на острові в 1999—2000 роках. У зв'язку з цим адміністрація округу Буру досягнула домовленість з місцевою військовою владою про забезпечення 96 пасажирських рейсів на рік між Намлеа і низкою міст провінції Малуку літаками ВПС Індонезії (ті самі С-212, що має «Мерпаті», але в базовій військово-транспортній модифікації).
Під Намроле також є аеродром (довжина злітно-посадкової смуги — 900 метрів), проте його — станом на 2008 рік — не використовують для цивільних потреб. У 2007 році розпочато будівництво громадянського аеропорту в селищі Сава за 30 км на захід від Намлеа.

### Дороги
Залізниць на острові немає. У 2008 році загальна протяжність автомобільних доріг становила 1310 км, з-поміж них з асфальтовим покриттям — 278 км, з гравійним — 282 км, з ґрунтовим — 750 км. Реалізація проекту будівництва сучасної магістралі протяжністю 287 км, покликаної зв'язати Намлеа і Намроле, що лежать на протилежних кінцях острова, а також низку інших населених пунктів острова, затягується через недофінансування. Існує систематичне міжміське автобусне сполучення, парк автобусів на середину 2008 року — 18 одиниць.

### Зв'язок
Стаціонарний телефонний зв'язок на острові забезпечує місцеве відділення державної індонезійської компанії «Телком» (індонез. PT Telkom). Станом на 2007 рік до телефонних ліній було під'єднано 849 абонентів, при цьому залишалося ще 49 вільних номерів.
Мобільний телефонний зв'язок на території острова забезпечують два провідних національних оператори «Телкомсел» (індонез. Telkomsel) та «індосат» (індонез. Indosat).

## Охорона здоров'я

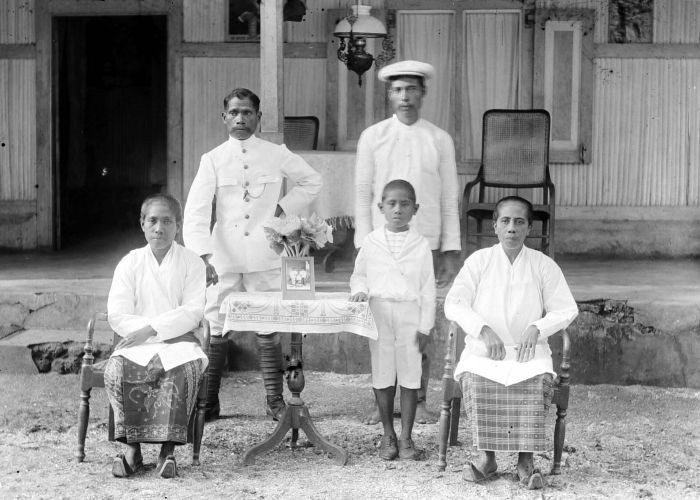
Поліклініка селища Лексула, яку побудувала колоніальна адміністрація, — одна з найперших на острові. Фотографія початку XX століття

Перші медичні установи — медпункти, поліклініки — були створені на Буру ще в період нідерландської колонізації. У період незалежного розвитку Індонезії охорону здоров'я на острові поступово розвивалася, і до початку XXI століття за низкою відповідних показників острів належав до числа відносно сприятливих територій країни. Зокрема, рівень дитячої смертності тут удвічі нижчий від загальнонаціонального — 13,21 проміле проти 29,95 в середньому по Індонезії. Так, із 3331 немовляти, що народився на Буру в 2006 році, 44 померли у віці до року (ще 19 народилися мертвими).
Станом на 2007 рік через недофінансування і брак кваліфікованого медичного персоналу система охорони здоров'я на Буру перебувала в досить проблематичному стані. Поліпшення загальноекономічної ситуації в країні дозволило місцевій владі виступити з програмою модернізації системи охорони здоров'я, що передбачає до 2012 року збільшення кількості медичних установ, персоналу та обладнання в 2-4 рази.
Водночас, реалізація намічених планів гальмується через затримки з фінансуванням, так і через масштабні прояви корупції, що мають місце в цій сфері. Так, на початку 2011 року керівництво служби охорони здоров'я округу Південний Буру звинувачено в махінаціях, що включали, зокрема, запуск фіктивних проектів будівництва поліклінік і медпунктів для привласнення виділених коштів, загальний збиток від яких оцінюють у сотні мільйонів рупій.
У 2007 році на острові було 2 лікарні, 16 поліклінік (з яких 5 обслуговували пацієнтів в невідкладних випадках і 11 надавали консультативну та амбулаторну допомогу) і 102 медпункту. У складі медичного персоналу налічувалося 22 лікарі (з яких двоє — з вченим ступенем), 65 акушерів і 303 медсестри і санітари.

## Освіта
На острові, станом на 2009 рік, є 173 початкових школи (навчання з 1 по 6 класи), 37 середніх шкіл першого ступеня (навчання з 7 по 9 класи), а також 20 середніх шкіл другого ступеня (навчання з 10 по 12 класи) і технікумів, що прирівнюються до них. Вищих навчальних закладів на острові немає. Частка осіб, які закінчили початкову школу, становить близько 33 %, що закінчили середню школу першого ступеня — близько 21 %, що закінчили середню школу другого ступеня або технікум — близько 12 %.
Формально, таким чином, острів лише незначно відстає від загальнонаціональних показників у галузі освіти, проте, за свідченням місцевої влади, фактичний стан справ є досить проблематичним — насамперед, внаслідок недоліків фінансового забезпечення та матеріально-технічного постачання. Практично всі школи острова вимагають ремонту, повсюдно відчувається брак навчальних матеріалів і устаткування.
Проблему нестачі викладачів у постійному кадровому складі шкіл вирішують звичайним для Індонезії чином — за рахунок тимчасового найму осіб з педагогічною освітою: станом на початок 2011 року в школах Буру значилося понад 200 вчителів, які працюють за тимчасовими контрактами. Однак перевірки, які провела адміністрація Малуку, виявили, що в обох округах острова (як і по провінції загалом) не менш я половина з нібито прийнятих на роботу контрактників є фіктивними — виділені на їх зарплату кошти незаконно присвоюються.

## Спорт

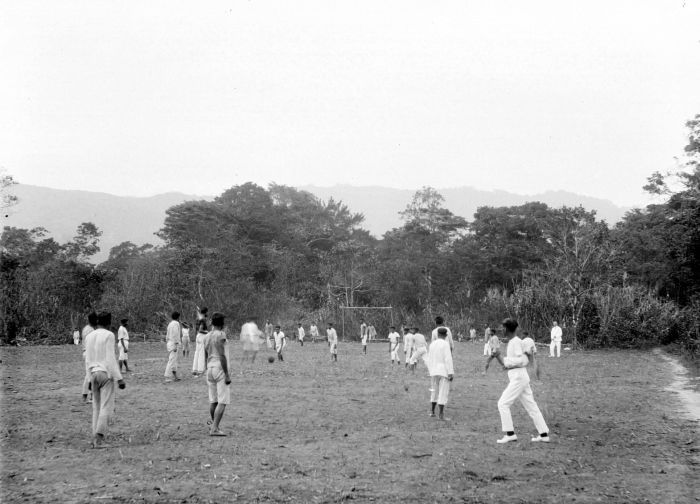
Футбол набув популярності на Буру ще за часів голландської колонізації. Фото 1920-30-х років

Буру має досить скромну спортивну інфраструктуру: стадіону на острові немає, а є кілька обладнаних спортмайданчиків і залів, здебільшого при школах. Серед остров'ян традиційно популярним є футбол, який вони освоїли ще за часів голландської колонізації. Наприкінці XX століття значного поширення набув міні-футбол — станом на березень 2011 року тільки в окрузі Буру нараховувалося не менш як 120 аматорських команд, що беруть участь у регулярних чемпіонатах, які проводяться в Намлеа в спорткомплексі місцевого відділення Державного ощадного банку Індонезії (індонез. Bank Tabungan Negara).
На острові функціонують різні спортивні клуби та секції. Найбільш сильними дисциплінами є тхеквондо, мотоспорт, настільний теніс, волейбол, індонезійська національна боротьба сілат. Є клуби любителів шахів і бриджа.
Місцеві спортсмени регулярно беруть участь у регіональних змаганнях і чемпіонатах, демонструючи, зазвичай, досить скромні результати. Так, в загальному заліку Другої олімпіади провінції Малуку, що відбулася в лютому 2011 року в Амбоні, збірні округів Буру і Південний Буру посіли останні — відповідно, дев'яте і десяте місця (6 золотих, 4 срібних, 15 бронзових медалей у першої і 3 золотих, 3 срібних, 7 бронзових медалей у другої).

## Дослідження Буру
Екосистему тропічних лісів острова систематично досліджують як індонезійські, так і іноземними наукові експедиції.
У вивчення історії Буру і його етнокультурних особливостей величезний внесок внесло подружжя Чарлз Граймс (англ. Charles E. Grimes) і Барбара Дікс Граймс (англ. Barbara Dix Grimes) — австралійські місіонери і етнографи, активні учасники організації SIL International (не плутати з Джозефом (англ. Joseph E. Grimes) і Барбарою (англ. Barbara F. Grimes) Граймсами, батьками Чарлза, також відомими австралійськими етнографами). На підставі матеріалів, отриманих у ході роботи на острові в 1980 — 90-х роках, вони опублікували кілька десятків наукових праць, а також здійснили переклад Біблії на кілька місцевих мов.
Примітну розповідь про життя місцевих племен залишив американський мандрівник Рой Чепмен Ендрюс, який відвідав Буру 1909 року в пошуках зоологічного матеріалу для Американського музею природознавства. Коли Ендрюс і його колеги піднімалися на гірську вершину в центрі острова, місцеві жителі, які неприязно ставилися до чужинців, покинули свої житла і зачаїлися в джунглях. На зворотному шляху дорога, якою рухалися мандрівники, виявилася утиканою отруєними бамбуковими киями, що стирчали з-під землі під кутом.